# Anna Piattoli Bacherini

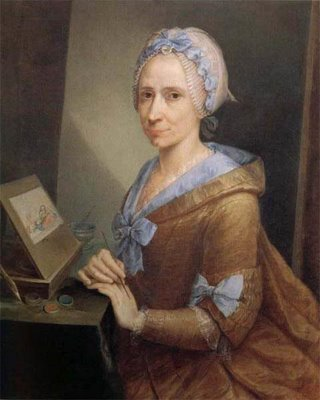
Anna Bacherini Piattoli, “Autoritratto all’età di 56 anni” (1776), nel “Corridoio Vasariano”, Firenze

Anna Piattoli nata Bacherini (Firenze, 1720 – Firenze, 1788) è stata una pittrice italiana.

## Biografia
Non esistono molte informazioni sulla vita di Anna Bacherini. Si sa comunque che nacque a Firenze nel 1720 e che fu allieva dei pittori fiorentini Francesco Conti e Violante Beatrice Siries, la cui competenza è stata ritenuta di profonda ispirazione per l'allieva.
In questo periodo attirò anche l'attenzione dello studioso Francesco Niccolò Gabburri, che nelle sue "Vite di pittori" così la descrive: "Questa spiritosissima fanciulla vive in Firenze in questo presente anno 1739 e sotto la direzione del cavalier Francesco Conti opera meravigliosamente in ritratti e altre cose, facendo stupire chiunque vede le sue pitture. Per il suo merito fu ascritta fra gli Accademici di San Luca di Firenze, e siccome ella va avanzandosi di giorno in giorno nel valore e nella perfezione, così vi è giusto motivo di sperare che in breve tempo possa essere una seconda Rosalba".
Nel 1741 Anna Bacherini sposò Gaetano Piattoli (1700-1790), pittore ritrattista narrativo.
Gaetano e Anna ebbero due figli, Giuseppe, anche lui pittore, e Scipione, che divenne un sacerdote cattolico, educatore, scrittore e attivista politico.
Anna Piattoli Bacherini morì nel 1788 all'età di 68 anni.

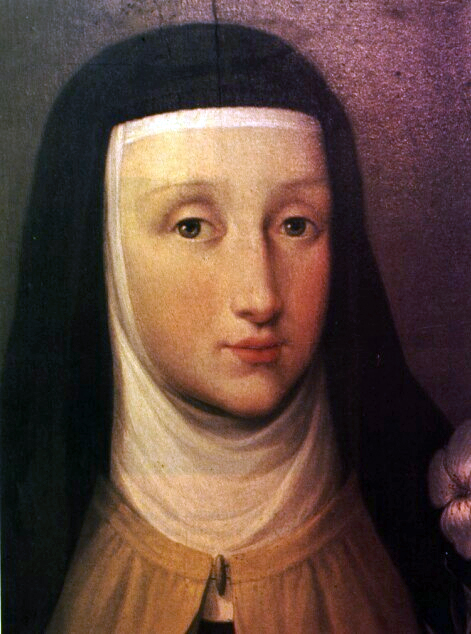
Anna Bacherini Piattoli, “Santa Teresa Margherita del Sacro Cuore”, (1770), presso l’ex Convento delle carmelitane di Firenze

## Attività artistica
Anna Piattoli Bacherini è stata una miniaturista, pittrice a olio e pastellista, conosciuta per i ritratti come pure per i soggetti religiosi.
Anche se è stata considerata un'artista minore del suo tempo, l'insieme dei suoi lavori suggerisce che abbia dipinto immagini di soggetto religioso molto sentite, dedicandosi allo stesso tempo ai più "frivoli" ritratti, consapevole che il gusto dei suoi contemporanei  per questo genere lo rendeva più redditizio.
Fu molto apprezzata dai Granduchi di Toscana per il suo talento come pittrice e come insegnante. Purtroppo, nonostante una vita d'intensa attività sostenuta da molte commissioni, oggi rimane ben poco del suo lavoro. Inoltre molte delle opere catalogate avrebbero necessità di un restauro. Ne è un esempio il San Francesco in preghiera, attualmente in attesa di restauro nel deposito del Museo di San Salvi a Firenze.

## Opere principali e loro ubicazione
Due dipinti religiosi attribuiti ad Anna Piattoli, "Padre Giovanni di Gesù Maria" e "Padre Ildefonso di San Luigi Gonzaga", sono attualmente conservati nei magazzini degli Uffizi, e non sono mai stati esposti nella Galleria. Nei magazzini degli Uffizi sono conservati anche un autoritratto giovanile della pittrice (olio su tela), datato 1744 ed un "Autoritratto con il marito Gaetano" (1745 ca.), nel quale Anna si è raffigurata in primo piano con il marito alle sue spalle.
Il suo autoritratto più conosciuto, un dipinto a olio del 1776, in cui la pittrice si è rappresentata mentre copia la “ Madonna del Sacco” di Andrea del Sarto, è invece esposto nel Corridoio vasariano.
Il dipinto a soggetto religioso "San Francesco in preghiera" si trova, come detto, nel deposito del Museo di San Salvi a Firenze.
Il ritratto di “Teresa da Verrazzano nei Vai”, completato nel 1753, è conservato presso la Quadreria del Palazzo Comunale di Prato. Il ritratto è in stile neoclassico ed è caratterizzato da una particolare attenzione dell’artista soprattutto nella rappresentazione dei particolari.
Il ritratto di Santa Teresa Margherita del Sacro Cuore, realizzato nel 1770, è conservato presso l'ex Convento delle carmelitane di Firenze.
Un dipinto di Anna Piattoli con soggetto religioso, inizialmente realizzato per la Chiesa di Montughi, vicino a Firenze, si trova oggi nel Cleveland Museum of Art a Cleveland (Ohio-USA).